# A Bossa de Caetano
"A Bossa de Caetano" é um álbum do cantor brasileiro Caetano Veloso em que o músico interpreta músicas de Bossa nova, além de canções de artistas estrangeiros como Michael Jackson e Beatles.[carece de fontes?]

## Faixas
Compõem o disco as faixas: 
| N.º | Título                                                    | Duração |  |
| 1.  | "Samba De Verão"                                          | 3:07    |  |
| 2.  | "Chega De Saudade"                                        | 3:05    |  |
| 3.  | "Desde Que O Samba É Samba (part. especial Gilberto Gil)" | 5:11    |  |
| 4.  | "Coisa Mais Linda"                                        | 3:12    |  |
| 5.  | "Get Out Of Town"                                         | 3:53    |  |
| 6.  | "Quando Eu Penso Na Bahia"                                | 1:55    |  |
| 7.  | "Chuvas De Verão"                                         | 2:48    |  |
| 8.  | "Lindeza"                                                 | 4:08    |  |
| 9.  | "Chora Tua Tristeza"                                      | 3:33    |  |
| 10. | "Nega Maluca / Billie Jean / Eleanor Rigby"               | 3:52    |  |
| 11. | "Dindi / Eu Sei Que Vou Te Amar"                          | 3:02    |  |
| 12. | "Samba E Amor"                                            | 2:53    |  |
| 13. | "Oba-Lá-Lá / Bim Bom"                                     | 2:23    |  |
| 14. | "Na Baixa Do Sapateiro"                                   | 3:46    |  |

## Recepção da crítica
Philip Jandovský, do site estadunidense AllMusic, apresentou visão favorável do álbum: "este CD mostra o talento supremo de Veloso como intérprete, mais do que como compositor, pois apenas duas faixas são composições próprias." 

## Certificações
| Ano  | Album              | Vendas | Certificações | Ref.        |
| ---- | ------------------ | ------ | ------------- | ----------- |
| 2000 | A bossa de Caetano | 50.000 | Ouro          | [ 4 ] [ 5 ] |